# Moitessieriidae
Moitessieriidae is een familie van weekdieren uit de klasse van de Gastropoda (slakken).

## Geslachten
- Baldufa Alba, Tarruella, Prats, Guillen & Corbella, 2010
- Bosnidilhia Boeters, Glöer & Pešić, 2013
- Clameia Boeters & E. Gittenberger, 1990
- Corseria Boeters & Falkner, 2009
- Henrigirardia Boeters & Falkner, 2003
- Iglica A. J. Wagner, 1928
- Moitessieria Bourguignat, 1863
- Palacanthilhiopsis Bernasconi, 1988
- Paladilhia Bourguignat, 1865
- Paladilhiopsis Pavlovic, 1913
- Palaospeum Boeters, 1999
- Sardopaladilhia Manganelli, Bodon, Cianfanelli, Talenti & Giusti, 1998
- Sorholia Boeters & Falkner, 2009
- Spiralix Boeters, 1972